# Сандхофова болест
Сандхофова болест или ГМ2 ганглиозидоза тип II (акроним СБ) и његове варијанте су редак наследни поремећај који прогресивно уништава нервне ћелије ( неуроне ) у мозгу и кичменој мождини (централни нервни систем). Уузрокована је дефектима у HEXB гену, који кодира бета подјединицу HEX А и подјединице HEX B.Ово стање је класификовано је у три главна типа на основу узраста у којем се први пут појављују знаци и симптоми: инфантилно, малолетно и одрасло.
Ово стање се наслеђује аутозомно рецесивно, што значи да обе копије гена у свакој ћелији имају варијанте. Родитељи појединца са аутозомно рецесивним стањем носе по једну копију измењеног гена, али обично не показују знаке и симптоме стања.
У Сандхофовој болести, одсуство или недостатак HEX А изазива дефектну лизозомску деградацију и акумулацију секундарних лизозома. Одсуство или недостатак HEX B изазива дефектну деградацију неутралних супстрата и дерматан сулфата, што доводи до акумулације глобозида у серуму, слезини, јетри, лимфним чворовима, плућима, бубрезима и еритроцитима.
Сандхофова болест је тешки облик Теј-Саксове болести, чија је инциденција била посебно висока код људи источноевропског и ашкенаског јеврејског порекла, али Сандхофова болест није ограничена ни на једну етничку групу.
Сваки родитељ мора носити дефектни ген и пренети га детету. Појединци који носе само једну копију мутираног гена обично не показују знаке и симптоме поремећаја. Поремећај се обично јавља у доби од 6 месеци. Симптоми могу укључивати: прогресивно погоршање нервног система.
Инфантилни облик Сандхоффове болести је најчешћи и најтежи облик и постаје очигледан у детињству. Деца са овим поремећајем обично изгледају нормално до узраста од 3 до 6 месеци, када се њихов развој успорава и мишићи који се користе за кретање слабе. Погођена беба губе моторичке вештине као што су превртање, седење и пузање. Такође развијају претерану реакцију запрепашћења на гласне звукове. Како болест напредује, деца са Сандхофовом болешћу доживљавају нападе, губитак вида и слуха и интелектуалну онеспособљеност. За овај поремећај карактеристична је абнормалност ока која се зове трешња-црвена мрља, која се може идентификовати прегледом ока. Нека погођена деца такође имају карактеристичне црте лица, увећане органе (органомегалију) или абнормалности костију.
Јувенилни и одрасли облици Сандхофове болести су веома ретки. Знаци и симптоми су обично блажи од оних који се примећују код инфантилног облика, иако се веома разликују. Јувенилни облик може почети између 2 и 10 година. Карактеристичне особине укључују потешкоће у говору, губитак когнитивних функција (деменција), нападе и губитак координације мишића (атаксија). Сандхоффову болест одраслих карактеришу проблеми са кретањем и психијатријски проблеми.

## Називи
Сандхофова болест — ГМ2 ганглиозидоза тип II — Недостатак хексосаминидаза А и Б — Г М2 ганглиозидоза, О варијанта — Недостатак бета-хексосаминидазе-бета-подјединица — Sandhoff-Jatzkewitz-Pilz-ова болест  — Тотални недостатак хексосаминидазе.

## Историја
Болест и њене варијанте су Сандхоф и његови сарадници првобитно описали 1968. и 1971. године (која је по Сандхову добила назив) као поремећај узрокован  дефектима у ХЕКСБ гену, који кодира бета подјединицу HEX А и подјединицу HEX B.

## Епидемиологија
Сандхофова болест је редак поремећај; његова учесталост варира међу популацијама. Чешће је код креолске популације у северној Аргентини; мећу Метисима у Саскачевану, Канада; и људима пореклом из Либана.
Према подацима из литературе у једном случају, црни мушкарац је имао 20-24% нормалне активности ензима у крви, али мање од 2% у јетри. Три случаја су пријављена код појединаца из северног Саскачевана, 7 код особа из Либана и 36 код Креола из Аргентине.

## Етиологија
Сандхофова болест је узрокована варијантама (такође познатим као мутације) у HEXB гену. HEXB ген даје упутства за изградњу протеина који је део два критична ензима у нервном систему, бета-хексосаминидазе А и бета-хексосаминидазе Б. Ови ензими се налазе у лизозомима , који су структуре у ћелијама које разграђују токсичне супстанце и делују као рециклажни центри. Унутар лизозома, ова два ензима разграђују масне супстанце, сложене шећере и молекуле који су повезани са шећерима. Конкретно, бета-хексосаминидаза А помаже у разградњи масне супстанце зване ГМ2 ганглиозид.
Варијанте у HEXB гену ремете активност бета-хексосаминидазе А и бета-хексосаминидазе Б, што спречава ове ензиме да разбију одређене молекуле, укључујући ГМ2 ганглиозид. Као резултат, ова једињења се могу акумулирати до токсичних нивоа, посебно у неуронима мозга и кичмене мождине. Конкретно, накупљање ГМ2 ганглиозида доводи до прогресивног уништавања ових неурона, што узрокује многе знаке и симптоме Сандхофове болести. Озбиљност несташице (дефицит) ензима бета-хексосаминидазе А и Б обично одређује старост у којој се појаве и облик Сандхофове болести која се развија.
Пошто Сандхофова болест нарушава функцију лизозомалних ензима и укључује накупљање ГМ2 ганглиозида, ово стање се понекад назива поремећај лизозомалног складиштења или ГМ2-ганглиозидоза.
Сандхофова болест је једно од три стања узрокована нагомилавањем ГМ2 ганглиозида. Друга два стања се зову Теј-Саксова болест и  АБ варијанта ГМ2 ганглиозидозе,   које су узроковане неким варијантама у другим генима.

## Патогенеза
Пошто пацијенти такође немају или имају дефектну Хек А активност, они показују симптоме Теј-Саксове болести и промене физичких и висцералних органа. За разлику од Теј-Саксове болести, већина, ако не и сви, случајеви се јављају код особа које нису ашкенаског јеврејског порекла. Пацијенти имају нивое ензима који су 5% нормалног нивоа.
Као и код Теј-Саксове болести, пацијенти развијају мишићну слабост током првих 6 месеци живота, са реакцијом запрепашћења, слепилом, трешњавоцрвеним мрљама, макроцефалијом и прогресивним менталним и моторичким погоршањем. Можда имају лице налик лутки. Неуролошки симптоми могу укључивати органомегалију, скелетне абнормалности и/или олигосахаридурију. Смрт се обично јавља у доби од 4 године.
У једном случају, знаци захватања срца претходили су симптомима поремећаја нервног система. Пансистолни шум и кардиомегалија пронађени су у доби од 3 месеца, а неуролошко погоршање се догодило са 8 месеци. За разлику од пацијената са Теј-Саксове болести, они са Сандхововом болести могу имати грубо лице, макроглосију, мегалоенцефалију, кардиомегалију, хепатоспленомегалију и висок лумбални гибус.
Ретки јувенилни облик СД може бити резултат одсуства нормалних нивоа Хек А, али повећања нивоа HEX B Почетак је у доби од 2-10 година. Пацијенти имају полако напредујућу спиноцеребеларну болест са захваћеношћу моторних неурона, дизартријом, губитком мишића, фасцикулацијама, пирамидалном дисфункцијом и пегама макуларне трешње. Узорак ректалне биопсије показао је МЦБ у субмукозним ганглионским ћелијама. Неуропатија и ментални поремећаји су чешћи код јувенилног облика Сандховове болести него код малолетничког Теј-Саксове болести.
Сандховова болест  код одраслих (< 10% нормалне активности ензима) може почети у адолесценцији са споро напредујућом болешћу моторних неурона. Чини се да мутације ометају правилно формирање димера.

## Генетика
Генетика болести је следећа:
- Један ген, аутозомно рецесиван
- Ген и хромозомска локација - HEXB на појасу 5q13
- Генски производ HEXB - Бета подјединица HEX B и подјединица HEX B
  - Ген је дугачак 40-45 кб и, као и ХЕКСА, кодирајући регион се састоји од 14 егзона.
  - Два гена, HEXА и HEXB, деле приближно 55% хомологије на нивоу нуклеотида и аминокиселина.
  - Амино киселина Арг 211 б ланца је есенцијални остатак у активном месту HEXB; одговара Арг 178 у активном месту α ланца.
  - Глн 355 је есенцијални остатак на месту везивања супстрата β ланца.
- Одсуство бета подјединица доводи до повећане полимеризације алфа јединица да би се формирао HEX S

| HEXB мутација | Учесталост у носиоцима                                                             | Тип                                                                          |
| Брисање од 16 кб (5' крај на IVS5, пријављено као брисање од 50 кб од стране неких истраживача) | 30% Француза или Француза Канађана                                                 | Све врсте СД                                                                 |
| Брисање од 50 кб (5' крај на IVS6) | ...                                                                                | Инфантилно                                                                   |
| Дел76А мутација померања оквира, егзон 1 | 84% подтипа, грчко-кипарски маронит                                                | Инфантилно                                                                   |
| S62L, exon 1 и једињење са делимичним брисањем | ...                                                                                | Инфантилно                                                                   |
| IVS2+1G>A | Регија Кордоба у Аргентини у мешовитим креолским, шпанским и домородачким народима | Инфантилно                                                                   |
| IVS8+5G>C мутација на месту спајања | грчко-кипарски                                                                     | Инфантилно                                                                   |
| P417L, exon 11 | Јапанци, Италијани, Француски Канађани                                             | Малолетни и неки инфантилни (у комбинацији са С255Р)                         |
| Y456S, exon 11 | ...                                                                                | Јувениле у сложеном хетерозиготу                                             |
| -26IVS12 24-bp уметање | ...                                                                                | Париз**, малолетна или асимптоматска, последње вероватно због друге мутације |
| -16IVS13 18-bp инсерција, мутација на месту спајања | Француски                                                                          | Париз**, малолетни до асимптоматски                                          |
| P417L, exon 11, и 16/50-kb и делеционо једињење од 16/50-kb | јапански, италијански, француско канадски                                          | Адултни                                                                      |
| P504S, 16/50-kb једињење за брисање | ...                                                                                | Адулт                                                                        |
| R505Q, exon 13 и делеционо једињење од 16/50-kb (непостојано на топлоту) | ...                                                                                | Адултни                                                                      |
| R533H, exon 13 | јапански                                                                           | Одрасли (у споју са ИВС2+1Г>А)                                               |
| Напомене: * Од 31 мутације, приближно 65% је изазвало акутни СД, приближно 17% је изазвало субакутни СД, приближно 13% је изазвало хроничну СД, а приближно 4% је изазвало бенигни СД. Од мутација, 42% су биле погрешне или бесмислене мутације. ** Хек А плус/Хек Б минус се првобитно звао Хекосаминидасе Парис. Такође погледајте Менделијско наслеђе код човека (ОМИМ) и базу података о мутацији људских гена, ХЕКСБ . |                                                                                    |                                                                              |

## Клиничка слика
Знаци и симптоми могу почети у детињству, адолесценцији или одраслом добу и обично су блажи од оних који се виде код инфантилног облика Сандхофове болести. Као и у инфантилном облику, утичу на менталне способности и координацију. Карактеристичне промене укључују:
- слабост мишића,

- губитак мишићне координације (атаксија)

- разне проблеме са кретањем,

- проблеме са говором и

- менталне болести.

Ови знаци и симптоми се веома разликују међу људима са касним облицима Сандхофове болести

## Дијагноза
Сандхофова болест се може открити следећим процедурама (пре него што буде видљива физичким прегледом): 
- биопсија којом се узима узорак ткива из јетре,
- генетско тестирање,
- молекуларна анализа ћелија и ткива (да би се утврдило присуство генетског метаболичког поремећаја) ,
- ензимски тест,
- анализу урина како би се утврдило да ли су горе наведена једињења абнормално ускладиштена у телу.

Да би дете оболело од ове болести, оба родитеља морају бити носиоци и оба морају пренети мутацију на дете. Дакле, чак и у случају када оба родитеља имају мутацију, постоји само 25% шансе да ће њихово дете наследити болест. 

### Врсте
Постоје три типа Сандхофове болести: класична инфантилна, јувенилна и касни почетак код одраслих.  Сваки облик је класификован према тежини симптома, као и према годинама у којима пацијент показује ове симптоме.   Јувенилни и одрасли облици Сандхофове болести су веома ретки. 

#### Класични инфантилни облик болести
Класични инфантилни облик болести класификује се по развоју симптома било кад од 2 месеца до 9 месеци старости. То је најчешћи и најтежи од свих облика и доводи до смрти пре него што пацијент напуни три године.  Деца са овим поремећајем обично изгледају нормално до узраста од 3 до 6 месеци, када се развој успорава и мишићи који се користе за кретање слабе. Погођена беба губе моторичке вештине као што су превртање, седење и пузање. Како болест напредује, одојчад развија нападе, губитак вида и слуха, деменцију и парализу. За овај поремећај карактеристична је абнормалност ока која се зове трешња-црвена мрља, која се може идентификовати прегледом ока. Нека беба са Сандхофовом болешћу могу имати увећане органе (органомегалију) или абнормалности костију. Деца са тешким обликом овог поремећаја обично живе само у раном детињству.

#### Јувенилни облик болести
Јувенилни облик болести показује симптоме који почињу од 3 године у распону од 10 година и, иако дете обично умире до своје 15. године, могуће је да живе дуже ако су под сталном негом. Симптоми укључују аутизам, атаксију, регресију моторичких вештина, просторност и поремећаје учења.

#### Појавни облик болести код одраслих
Појавни облик болести код одраслих се класификује према појави код старијих особа и утиче на моторичку функцију ових особа. Још увек није познато да ли ће Сандхофова болест проузроковати смањење животног века ових особа.

## Генетско саветовање
Родитељима се често даје могућност да прођу ДНК скрининг ако су у високом ризику, како би се утврдио њихов статус носиоца пре него што добију децу. Међутим, такође се препоручује да се подвргну тестирању чак и за оне родитеље који немају породичну историју Сандхофове болести. Преко 95% породица које имају децу са Сандхоф-овом болешћу нису имале познату породичну историју болести, пошто мутација у ХЕКСБ гену не изазива клиничке симптоме када је присутна само једна копија, и често је неоткривено прелазила са једне генерације на следеће. Наравно, ако појединац носи мутацију, он или она има ризик да је пренесу на нерођено дете. Генетско саветовање се препоручује за оне који имају мутацију.
Могуће је да родитељи који ће ускоро имати дете или су имали дете са Сандхофовом болешћу могу имати ПГД или ПЕГД. ПЕГД је пре-ембрионална генетска дијагноза за родитеље који не би имали користи од генетске дијагнозе пре имплантације због њихове религије или негативног става према одбацивању ембриона. ПЕГД секвенцира геном ембриона који ће произвести два родитеља ако би зачели дете. Ако породица има историју Сандхофове болести, препоручује се да им се секвенцира геном како би се осигурало да нису носиоци или да секвенционирају геном свог детета.

## Терапија
Тренутно Сандхофова болест нема никакав стандардни третман и нема лек. Међутим, особи која пати од ове болести потребна је правилна исхрана, хидратација и одржавање чистих дисајних путева. Да би се смањили неки симптоми који се могу јавити код Сандхофове болести, пацијент може да узима антиконвулзанте за лечење напада или лекове за лечење респираторних инфекција, и да конзумира прецизну исхрану која се састоји од хране у облику пиреа због потешкоћа при гутању. Деца са болешћу обично умиру до 3 године због респираторних инфекција. Пацијент мора бити под сталним надзором јер може да пати од аспирације или нема могућности да се промени из пролаза у плућа у односу на стомак и њихов пљувач путује до плућа изазивајући бронхопнеумонију. Пацијенту такође недостаје способност кашљања и због тога мора да се подвргне третману да протресе тело како би се уклонила слуз из слузнице плућа. Лекови се такође дају пацијентима да би умањили симптоме укључујући нападе.
Тренутно влада тестира неколико третмана укључујући Н-бутил-деоксинојиримицин на мишевима, као и третман матичним ћелијама код људи и друге медицинске третмане који регрутују пацијенте за тестирање. Студија Сандхофове болести која показује доказ принципа за генску терапију у систему људског модела који користи ЦРИСПР и корекцију гена вируса даје шансу за клиничка испитивања за излечење болести. Ултра ретка појава је главна препрека коју треба превазићи за клиничка испитивања.

## Прогноза
Прогноза за особе са Сандхофовом болешћу је лоша. Смрт се обично јавља до 3 године и углавном је узрокована респираторним инфекцијама.